# Пролив Георга VI
Пролив Георга VI или Канал Георга VI или Канал Президента Сармьенто или Канал Сивер — большая депрессия в заливе/разломе, длиной 483 километра в форме буквы J, которая окаймляет восточные и южные берега острова Земля Александра I, отделяя его от Земли Палмера, в южной части Антарктического полуострова.
Различные озера примыкают к проливу, эти озера получают большое количество льда, стекающего с ледового шельфа Георга VI в устье этих озер. Среди прочих это озёра: Ходжсон, Мутонни и озеро Абляции. Несколько ледников также стекают на восток в направлении пролива от восточной части Земли Александра, подавляющее большинство этих ледников расположено к югу от Высот Планеты, где все эти ледники названы в честь лун, спутников и планет солнечной системы в 1977 году.
Пролив в значительной степени покрыт льдом, его размеры колеблются от 24 до 64 км в ширину, в зависимости от времени года.
Пролив был обнаружен Линкольном Элсуортом, который пролетел над ним в 1935 году. И был исследован Британской экспедицией на земле Грэма (BGLE) в 1936—1937 годах, а также Антарктической службой США (USAS) в 1940 году.
Свое имя пролив получил с руки Джона Раймилла, руководителя британской экспедиции, в честь Георга VI, короля Великобритании.